# Faustin Ngabu
Faustin Ngabu (né en 1935 à Lokwa) est un prélat catholique romain et évêque émérite de Goma. Il est évêque du diocèse de Goma de 1974 à 2010, soit pendant 36 ans. Il est ordonné évêque le 27 octobre 1974 et dirige le diocèse avec un engagement marqué pour l'unité, la paix, et le développement social et pastoral de la région.

## Vie
Faustin Ngabu a été ordonné prêtre le 21 décembre 1963. Le 25 avril 1974, le pape Paul VI le nomme évêque coadjuteur du diocèse de Goma et évêque titulaire de Tigamibena.
Il est consacré évêque le 7 septembre de la même année par Aloys Mulindwa Mutabesha Mugoma Mweru, archevêque de Bukavu. Les co-consécrateurs étaient Gabriel Ukec, évêque de Bunia, et Augustin Fataki Alueke, archevêque de Kisangani.
À la suite du décès de Joseph Mikararanga Busimba, il est nommé évêque de Goma le 27 octobre 1974. Le 18 mars 2010, le pape Benoît XVI accepte sa démission pour limite d’âge.